# Antiblemma californica
Antiblemma californica är en fjärilsart som beskrevs av Hans Hermann Behr 1870. Antiblemma californica ingår i släktet Antiblemma och familjen nattflyn. Inga underarter finns listade i Catalogue of Life.